# Кошта, Жуан (футболист, 2005)
Жуан Габриэл-и-Кошта Сешку (порт. João Gabriel e Costa Cesco; род. 28 марта 2005, Умуарама, Бразилия) — португальский футболист, нападающий клуба «Рома» и сборной Португалии до 19 лет.

## Карьера
На молодёжном уровне выступал за бразильские клубы «Палмейрас» и «Коринтианс». В сентябре 2021 года перешёл в итальянскую «Рому», где выступал за команды U17-U19. Дебютировал в Примавере 15 мая 2022 года в матче с «Фиорентиной» U19. Дебютировал за основную команду клуба 9 ноября 2023 в матче группового этапа Лиги Европы против пражской «Славии», заменив Леандро Паредеса на 84-й минуте.

## Карьера в сборной
В 2023 году был вызван в сборную Португалии U19.